# Chromebook
Un Chromebook est un ordinateur portable fonctionnant sous le système d'exploitation Chrome OS, lui-même basé sur Linux, selon une conception de Google. Ces appareils sont destinés principalement à exécuter différentes tâches avec pour interface le navigateur web Google Chrome. La plupart des applications et de leurs données résident dans le cloud plutôt que sur l'appareil lui-même. Pour cette raison, les Chromebooks sont généralement proposés avec un espace de stockage local bien plus petit que les ordinateurs portables habituels.   
Les Chromebooks ont plusieurs particularités : interface graphique unifiée, facilité de gestion des logiciels via des magasins d'applications (Chrome Web Store, Google Play Store) sauvegardes en ligne, migration facilitée, etc. Comparés à leurs concurrents, ils stockent davantage de données personnelles de l'utilisateur chez une unique entreprise (Google), ce qui peut être vu comme un inconvénient.
Avec la sortie de Windows 10 en 2015, Microsoft rattrape Chrome OS en ce qui concerne plusieurs de ces caractéristiques (facilités et inconvénients).

## Histoire
Le premier prototype, le Cr-48, a été présenté officiellement lors de la conférence annuelle I/O de mai 2011, après avoir été proposé à des volontaires pendant quelques mois.
Des modèles (Samsung et Acer) sont en vente depuis le 15 juin 2011,. En mai 2012, Samsung sort un Chromebox (un ordinateur de bureau). Le 4 février 2013, Lenovo et HP rejoignent le groupe,. 
De janvier à novembre 2013, 1,76 million de Chromebook ont été vendus par les canaux business to business aux États-Unis. 
Le 21 février 2013, Google lance le Chromebook Pixel, ordinateur qui ne porte pas la signature d'un fabricant, et qui possède un écran tactile.
Le 21 février 2014, le Google Play lance la disponibilité du Chromebook HP 11 pour la France. Après avoir été lancé puis retiré de la vente aux États-Unis à la fin de l'année 2013, en raison d'un problème de chargeur, le HP 11 a refait surface au début de l'année 2014. Aujourd'hui, l'ordinateur est disponible, notamment, pour les États-Unis, le Royaume-Uni, l'Australie, la France.
Le 11 mars 2015, Google dévoile le Chromebook Pixel 2 lors du lancement du Google Store. Il est le second ordinateur au monde à bénéficier du nouveau standard USB, l'USB Type C (3.1). 
En avril 2015, Google annonce le Chromebit (en), un PC-on-a-stick basé également sur Chrome OS.
Le 18 mai 2016, lors de la conférence annuelle I/O 2016, Google annonce que les applications Android seront prises en charge sur les Chromebook.
Lors du premier trimestre 2016, les ventes de Chromebook dépassent celles des Mac d'Apple aux États-Unis.

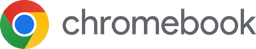
2e logo des Chromebook.

Le logo est calqué sur celui du navigateur Google Chrome.
En mars 2018, Acer et Google ont annoncé la création de la première tablette Chromebook : le Chromebook Tab 10. Cet appareil devait concurrencer le marché des tablettes Apple iPad à prix réduit sur le marché de l'éducation. L’écran de la Tab 10 (9,7 pouces, résolution 2048 x 1536) était identique à celui de l’iPad. L'appareil inclut un stylet.

## Conception

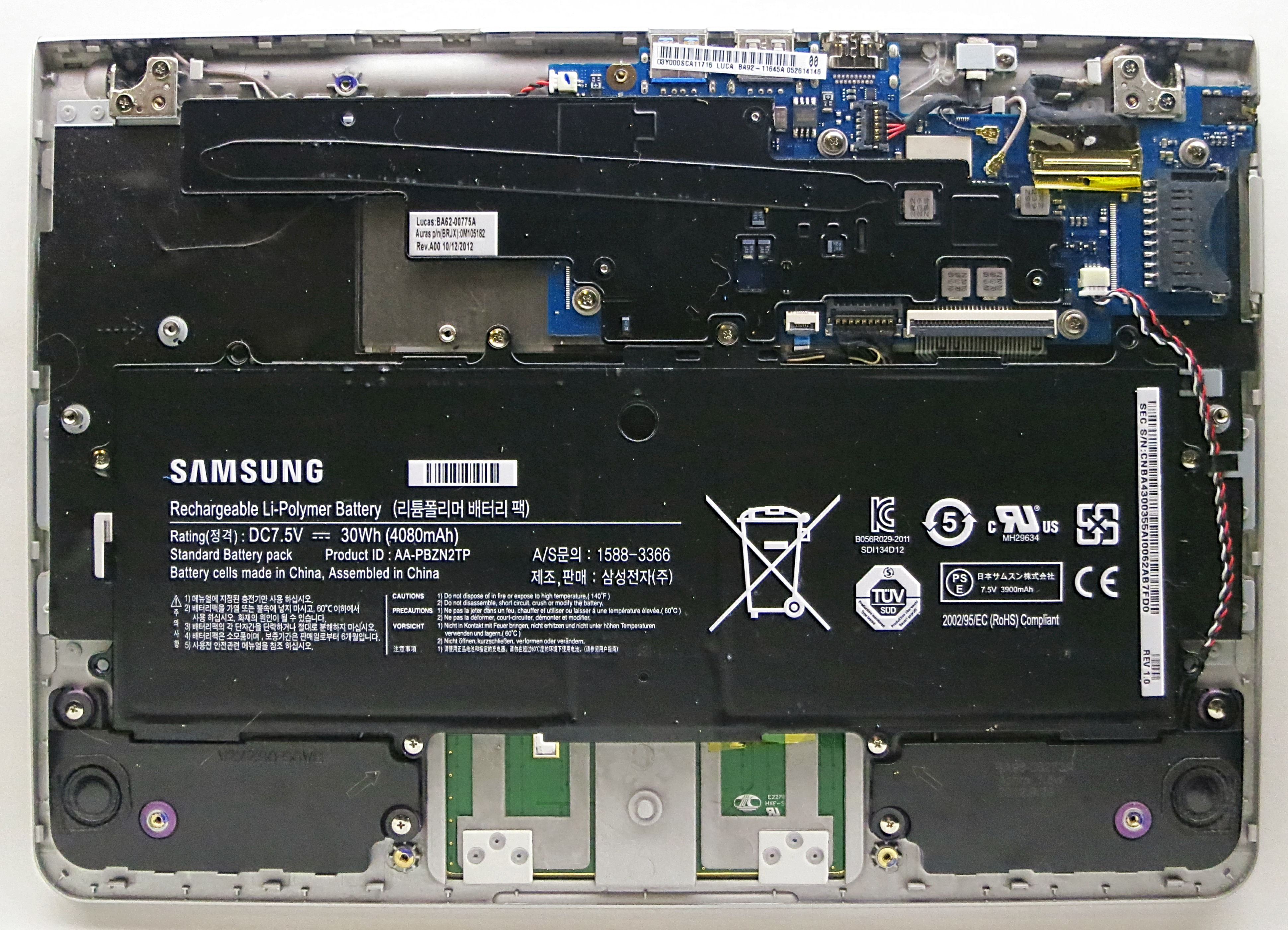
Samsung Chromebook Series 3 dont le capot est retiré.

Tous les Chromebooks, à l’exception des trois premiers, utilisent le logiciel libre d'amorçage coreboot,.

## Conformité au Règlement général sur la protection des données (RGPD)
En juillet 2022, à la suite d'une déclaration de compromission dans la sécurité des données en 2020 par la ville de Helsingør, l'autorité de protection des données du Danemark Datatilsynet déclare que l'usage dans les écoles danoises des Chromebooks et de Google Workspace —incluant Gmail, Google Docs, Calendar and Google Drive— est non conforme au Règlement général sur la protection des données européen (RGPD).

## Produits

### Chromebooks
| Date de sortie                       | Fabricant | Modèle                                       | Processeur                                                                         | Autonomie de la batterie              | RAM                       | Stockage                             | Taille de l'écran | Poids                         | Prix de base                            | Origine | Références | Résolution                           | Nom de code | Autres |  |
| ------------------------------------ | --------- | -------------------------------------------- | ---------------------------------------------------------------------------------- | ------------------------------------- | ------------------------- | ------------------------------------ | ----------------- | ----------------------------- | --------------------------------------- | ------- | ---------- | ------------------------------------ | ----------- | --- |  |
| Décembre 2010                        | Google    | Cr-48 (prototype)                            | 1,66 GHz Intel Atom N455                                                           | 9 heures                              | 2 Gio DDR3                | 16 Gio SSD                           | 30,7 cm           | 1,7 kg                        | Non distribué                           | Chine   | ,          | 1280×800                             | Mario       | |  |
| Juin 2011                            | Samsung   | Series 5 XE500C21                            | 1,66 GHz Intel Atom N570                                                           | 6.5 heures                            | 2 Gio DDR3                | 16 Gio SSD                           | 30,7 cm           | 1 kg                          | 270 € Wi-Fi 350 € 3G                    | Chine   | ,          | 1280×800                             | Alex        | |  |
| Juillet 2011                         | Acer      | AC700                                        | 1,66 GHz Intel Atom N570                                                           | 6 heures                              | 2 Gio DDR3                | 16 Gio SSD                           | 29,5 cm           | 1,4 kg                        | 232 € Wi-Fi 310 € 3G                    | Chine   | [ 3 ]      | 1366×768                             | ZGB         | |  |
| Mai 2012                             | Samsung   | Series 5 XE550C22                            | 1,3 GHz Intel Celeron 867                                                          | 6 heures                              | 4 Gio DDR3                | 16 Gio SSD                           | 30,7 cm           | 1,5 kg                        | 350 € Wi-Fi 426 € 3G                    | Chine   | ,          | 1280×800                             | Lumpy       | |  |
| Octobre 2012                         | Samsung   | Series 3 XE303C12                            | 1,7 GHz Samsung Exynos 5 Dual                                                      | 6.5 heures                            | 2 Gio DDR3                | 16 Gio SSD                           | 29,5 cm           | 1,1 kg                        | 350 € Wi-Fi 256 € 3G                    | Chine   | ,          | 1366×768                             | Stumpy      | |  |
| Novembre 2012                        | Acer      | C7                                           | 1,1 GHz Intel Celeron 847                                                          | 4 heures                              | 2 Gio DDR3                | 320 Gio HDD                          | 29,5 cm           | 1,4 kg                        | 155 € Wi-Fi                             | Chine   | [ 27 ]     | 1366×768                             | Parrot      | |  |
| Février 2013                         | HP        | Chromebook Pavilion                          | 1,1 GHz dual-core Intel Celeron 847                                                | 4.25 heures                           | 2 Gio DDR3                | 16 Gio SSD                           | 35,6 cm           | 1,8 kg                        | 256 €                                   | Chine   | [ 5 ]      | 1366×768                             | Butterfly   | |  |
| Février 2013                         | Lenovo    | X131e                                        | Processeur Intel Celeron                                                           | 6.5 heures                            | 4 Gio                     | 16 Gio SSD                           | 29,4 cm           | 1,8 kg                        | 330 €                                   | Chine   | [ 6 ]      | 1366×762                             | Stout       | |  |
| Février 2013 (Wi-Fi) avril 2013 (4G) | Google    | Chromebook Pixel                             | 1,8 GHz dual-core Intel Core i5                                                    | 5 heures                              | 4 Gio                     | 32 Gio SSD avec Wi-Fi 64 GB avec 4G  | 32,6 cm           | 1,5 kg                        | 1 000 € Wi-Fi 1 125 € 4G                | Chine   | ,          | 2560×1700                            | Link        | Touchscreen |  |
| Novembre 2013                        | HP        | Chromebook14 14-q030ef, 14-q031ef, 14-q032ef | Intel Celeron 2955U dual-core 1,4 GHz                                              | 9,5 heures                            | 4 Gio                     | 16 Gio SSD                           | 35,6 cm           | 1,9 kg                        | 329 €                                   | Chine   |            | 1366×768                             | Falco       | |  |
| France : États-Unis : 72013-10       | Acer      | C720                                         | Celeron 2955U                                                                      | 8,5 heures                            | 2 - 4 Gio                 | 16 Gio SSD                           | 29,4 cm           | 1,25 kg                       | 195 €                                   | Chine   |            | 1366×768                             | Peppy       | |  |
| France : États-Unis : 2013-11        | Acer      | C720P                                        | Celeron 2955U                                                                      | 7,5 heures                            | 2 ou 4 Gio                | 32 Gio SSD                           | 29,4 cm           | 1,23 kg                       | 299 €                                   | Chine   |            | 1366×768                             | Peppy Pepto | Touchscreen |  |
| France : États-Unis : 2014-01        | Dell      | Dell Chromebook 11                           | Celeron 2955U                                                                      | 10 heures                             | 2 ou 4 Gio                | 16 Gio SSD                           | 29,4 cm           | 1,31 kg                       | 270 €                                   | Chine   |            | 1366×768                             | Wolf        | |  |
| France : États-Unis : 2014-02        | Toshiba   | CB30                                         | Celeron 2955U                                                                      | lithium-polymer, 4 piles, 9h30        | 2 Gio DDR3L à 1 600 MHz   | 13 Gio NAND                          | 33,8 cm           | 1,5 kg                        | 270 €                                   | Chine   | [ 30 ]     | 1366×768                             | Leon        | |  |
| France : États-Unis : 2014-02        | Samsung   | Chromebook 2 11"                             | Exynos 5 Octa 5420                                                                 | 2 piles, 30 Wh 8 heures               | 4 Gio DDR3L               | 16 Gio NAND                          | 29,4 cm           | 1,2 kg                        | 270 €                                   | Chine   | [ 31 ]     | 1366×768 (LED)                       | Peach       | |  |
| France : États-Unis : 2014-02        | Samsung   | Chromebook 2 13"                             | Exynos 5 Octa 5800                                                                 | 2 piles, 35,6 Wh 8,5 heures           | 4 Gio                     | 16 Gio SSD/NAND                      | 33,8 cm           | 1,4 kg                        | 310 €                                   | Chine   | [ 32 ]     | 1920×1080 LED                        | Peach       | |  |
| Annonce en juillet 2014              | Acer      | CB5-311                                      | Nvidia Tegra K1                                                                    | 14 heures                             | 2 ou 4 Gio DDR3L          | 16 à 32 Gio NAND                     | 33,8 cm           | 1,5 kg                        | 295 €                                   | Chine   | [ 33 ]     | 1366×768 ou 1920×1080                | Big         | |  |
| France : 2014-08                     | Asus      | Chromebook C200MA-KX002 et C200MA-KX003      | Celeron N2830                                                                      | Jusqu'à 11 heures                     | 2 Go (KX002) 4 Go (KX003) | 16 Go (KX002) 32 Go (KX003) SSD/NAND | 27,9 cm           | 1,2 kg (KX002) 1,4 kg (KX003) | 249 € (KX002) 279 € (KX003)             | Taïwan  | [ 34 ]     | 1366×768 LED                         | Squawks     | |  |
| Annonce en Mars 2015                 | Google    | Chromebook Pixel 2 (ou Pixel 2015)           | Intel i5 2,2 GHz ou Intel i7 2,4 GHz                                               | 12 heures                             | 8 ou 16 Gio DDR3L         | 32 ou 64 Gio                         | 32,6 cm           | 1,5 kg                        | 999$ ou 1 299 $                         | Chine   |            | 2560×1700                            | Samus       | Touchscreen 2 ports USB Type-C |  |
| Annonce en mars 2015                 | Asus      | Chromebook C201                              | Rockchip RK3288 4 cœurs ARM Cortex-A17 à 1,8 GHz GPU Mali-T764                     | 13 heures (Batterie 2 cellules 38 WH) | 2 ou 4 Gio LPDDR3         | 16 Gio eMMC                          | 29,46 cm          | 0,95 kg                       | 150$ ou 200 $ (200€ ou 250€ en Europe). | Chine   | ,          | 1366 × 768                           | Speedy      | port µHDMI, 2 ports USB 2.0, lecteur de carte micro SDXC, 1 jack audio casque/micro, Wifi Dual-band 802.11 a/b/g/n/ac, Bluetooth 4.1 |  |
| Annoncé courant du mois d’avril      | Acer      | Chromebook 14                                | Celeron quadricoeur ou un double cœur N3060                                        | 14 heures (HD) ou 12 heures (Full HD) | 2 ou 4 Go LPDDR3          | 16 ou 32 Go eMMC                     |                   | 1,55 kg                       | 299$ (Toutes options USA et Canada)     |         | [ 37 ]     | 1920x1080 (Full HD) ou 1366x768 (HD) | CB3-431     | 2 ports USB 3.1 Gen 1 Sortie vidéo HDMI Bluetooth 4.2 Wi-Fi 802.11ac                                                                 |  |
| Annoncé en septembre 2016            | Acer      | Chromebook R13                               | SoC ARM Mediatek M8173C28 CPU 2xARM Cortex-A72 2xARM Cortex-A53 GPU PowerVR GX6250 | 12 h                                  | 4 Go LPDDR3               | 16, 32 64 Go eMMC                    |                   | 1.495 kg                      | 399$/399€                               |         | [ 38 ]     | 1920×1080 (Full HD) dale tactile     |             | 1 port USB 3.0 + USB type C Sortie vidéo HDMI Bluetooth 4.0 2×2 MIMO 802.11ac                                                        |  |

### Chromebook Pixel

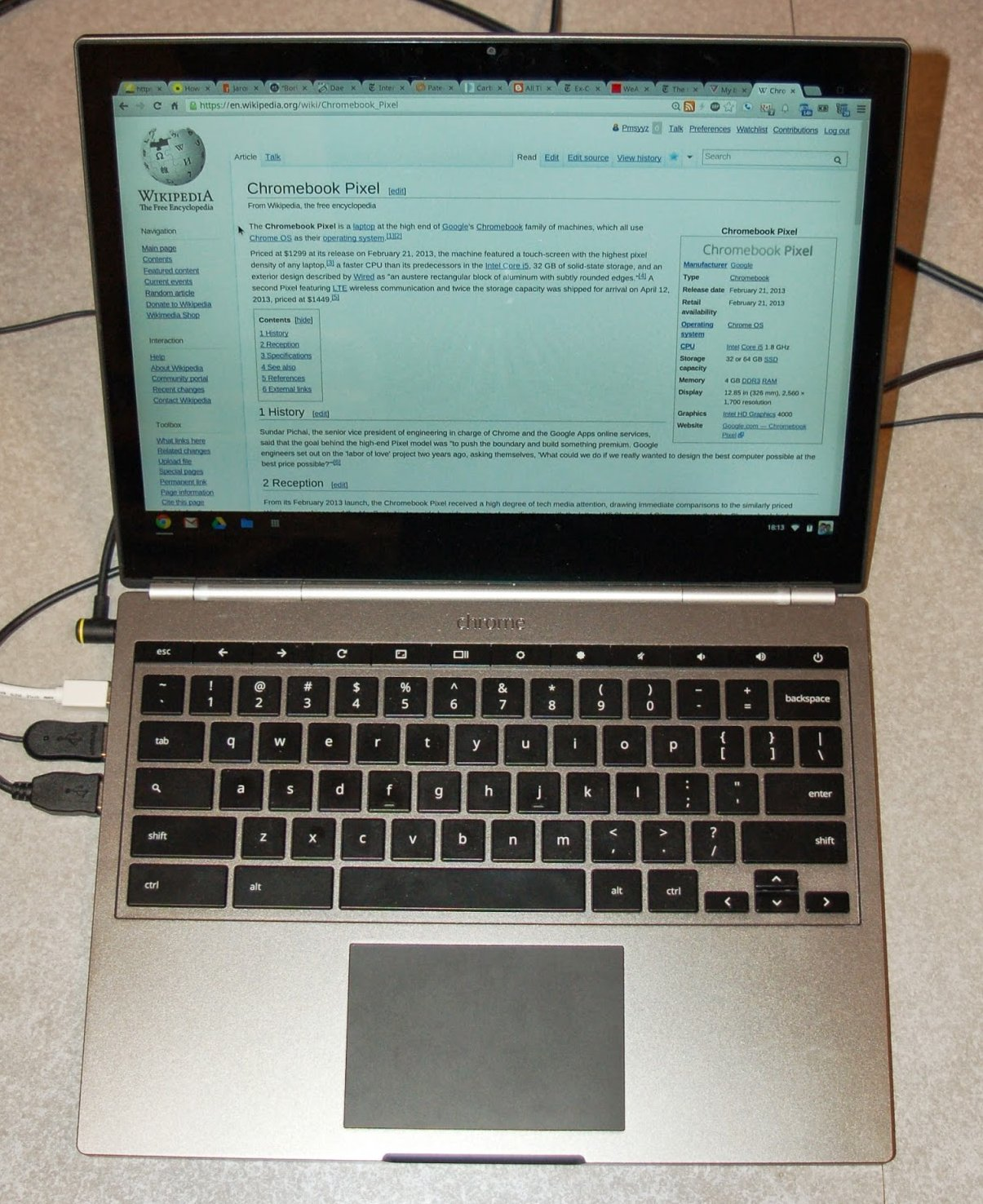
Un Chromebook Pixel

Le Chromebook Pixel est basé sur un Intel Core-i5 cadencé à 1.8 GHz contenant un GPU Intel HD 4000. Son châssis est en aluminium, il est épais de 2 cm et son écran est tactile.

### Chromeboxes
| Date de sortie | Fabricant | Modèle                  | Processeur                           | RAM  | Disque dur | Taille            | Poids   | Prix de base | Origine | Références |
| -------------- | --------- | ----------------------- | ------------------------------------ | ---- | ---------- | ----------------- | ------- | ------------ | ------- | ---------- |
| Mai 2012       | Samsung   | Series 3 XE300M22-A01US | 1,9 GHz dual-core Intel Celeron B840 | 4 GB | 16 GB SSD  | 1.3″×7.5″×7.5″    | 1,2 kg  | 329,99 $     | Chine   | ,          |
| Inconnu        | Samsung   | Series 3 XE300M22-A02US | 2,5 GHz Intel Core i5-2450M          | 4 GB | 16 GB SSD  | 1.3″×7.6″×7.6″    | 2,6 kg  | 499,99 $     | Chine   | [ 40 ]     |
| Inconnu        | Acer      | Inconnu                 | 2.7GHz Intel Pentium G630            | 2 GB | 500 GB SSD | Inconnu           | Inconnu | Inconnu      | Chine   | [ 6 ]      |
| Inconnu        | Samsung   | Series 3 XE300M22-B01US | 1,9 GHz Celeron B840                 | 4 GB | 16 GB SSD  | 1.57"x8.10"x8.10" | 0,8 kg  | 329,99 $     | Chine   | ,          |

## Galerie

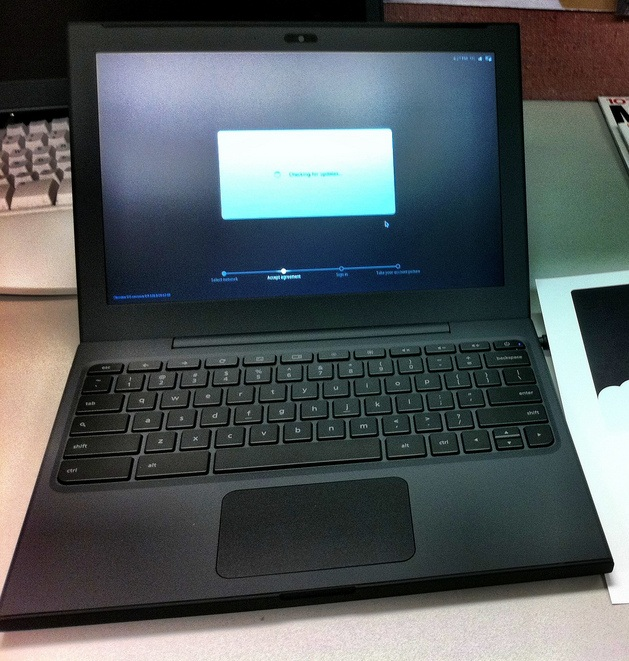
Le prototype Cr48.
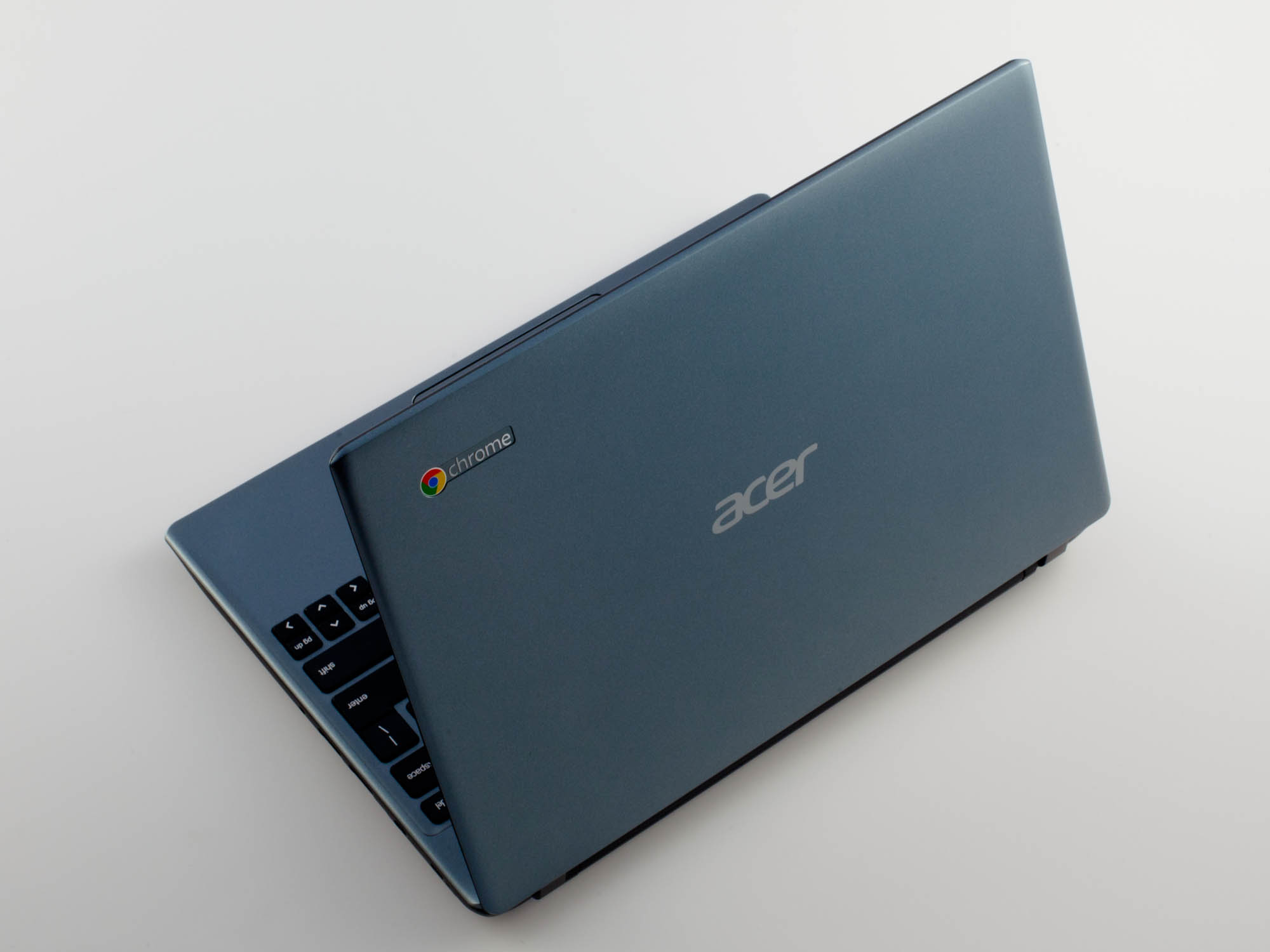
Acer C7.
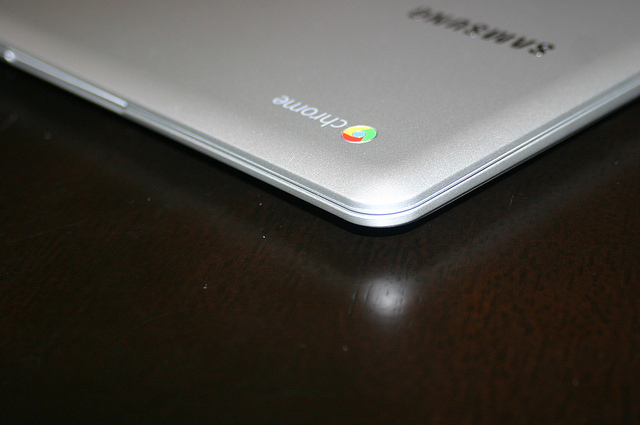
Samsung Series 3.